# Frede Blaabjerg
Frede Blaabjerg är en dansk professor vid Aalborgs universitet. I Aalborg arbetar han i sektionen för kraftelektroniska system vid avdelningen för energiteknik. Blaabjergs forskning rör tillämpningar av kraftelektronik inklusive drivenheter med justerbar hastighet, mikronät, solcellssystem och vindkraftverk. 

## Biografi
Frede Blaabjerg tog examen vid Nykøbing Mors Gymnasium 1982 och 1987 blev han civilingenjör i systemkonstruktion. Från 1987 till 1988 arbetade han som projektingenjör för ASCAN Scandia, Randers. 1992-1996 var han biträdande professor vid Institutionen för energiteknik i Aalborg. Han fick sin doktorsexamen vid Aalborgs universitet 1995 med avhandlingen "Modelling Power Electronic Components and Circuits" (ISBN 87-89179-10-2). 1996–1998 var Frede Blaabjerg docent fram till 1998, då han blev professor i kraftelektronik och komponenter vid institutionen för energiteknik vid Aalborgs universitet. Han hade denna befattning fram till 2006 där han blev dekanus för fakulteten för teknik, naturvetenskap och medicin. År 2010 återvände han till sin position som professor i kraftelektronik och drivenheter vid Institutet för energiteknik vid Aalborgs universitet. 
Förutom sina positioner vid Aalborgs universitet är Frede Blaabjerg gästprofessor. För närvarande 2020 är han gästprofessor vid Shandong University, Kina, 2014-, Harbin University of Technology, Kina, 2014-, Shanghai Maritime University, Kina, 2013- och Zhejiang University, Kina, 2009-. Tidigare hade han positioner som gästprofessor vid University of Padova, Italy, 2000 och Curtin University of Technology, Perth, Australien, 2002. 
Frede Blaabjerg var programforskningsledare för elektrisk design och kontroll vid forskningscentret Risoe från 2000 till 2002. Idag 2020 är han chef för centrumet för Reliable Power Electronics (Corpe). Dessutom har han deltagit i ett flertal vetenskapliga föreningar / styrelser som medlem i Engitech, Science Europe, 2013-, medlem av Strategic Program Committee Odysseus, Belgien 2007–2009, styrelseledamot i Danmarks National Advanced Technology Foundation, DK från 2007 till 2014 eller ordförande för Danmarks tekniska forskningsråd, 2000–2003. Genom Frede Blaabjergs karriär har han handlett mer än 70 Ph.D. studenter och gett över 500 nationella och internationella föreläsningar. Idag 2020 är de flesta föreläsningarna endast för specialinbjudna på grund av det stora intresset. 
Frede Blaabjerg har publicerat mer än 1400 vetenskapliga artiklar, 380 (800) publikationer registrerade i Web of Science, 130 ytterligare artiklar för tidskrifter, 520 konferensbidrag publicerade och presenterade och fyra redigerade böcker inom kraftelektronik. Frede Blaabjerg har haft flera institutionella ansvarsområden. 2005 var han chef för International Doctoral School vid Aalborg University och han har varit ordförande för IEEE EPE'2007 med 1000 deltagare, IEEE PEDG'2012 med 250 deltagare och styrelseledamot i Morsoe och Aalborghus High Schools från 2007 -. Frede Blaabjerg har haft flera institutionella ansvarsområden. 2005 var han chef för International Doctoral School vid Aalborg University och han har varit ordförande för IEEE EPE'2007 med 1000 deltagare, IEEE PEDG'2012 med 250 deltagare och styrelseledamot i Morsoe och Aalborghus High Schools från 2007 -. Frede Blaabjerg har haft flera institutionella ansvarsområden. 2005 var han chef för International Doctoral School vid Aalborg University och han har varit ordförande för IEEE EPE'2007 med 1000 deltagare, IEEE PEDG'2012 med 250 deltagare och styrelseledamot i Morsoe och Aalborghus High Schools från 2007 

## Utmärkelser
- IEEE Edison Medal, 2020
- Globalt energipris, 2019
- Honoris Causa från Tallinn University of Technology, Estland, 2018
- Honoris Causa of Politehnica Timișoara (UPT), Rumänien, 2017
- 2016 världens mest citerade inom Engineering - Times Higher Education
- 2014,2015 Högt citerad forskare inom teknik (topp 250) tilldelad av ISI Thomson
- IEEE William E. Newell Power Electronics Award, 2014
- Villum Kann Rasmussen Research Award, 2014
- Stipendiat, IEEE, 2003
- Mer än 17 bästa priser för papperspris vid IEEE-konferenser och IEEE-transaktioner (Power Elec-tronics, Industry Applications)
- EPE-PEMC Council Award, 2010
- Aalborgs ambassadörspris, 2009
- Regissör Ib Henriksens forskningspris, 2009
- IEEE Power Electronics Society Distinguished Service Award, 2009
- Knight of the Order of the Dannebrog by Her Majesty, Queen Margrethe II of Denmark, October 2007
- Grundfos-pris 2004
- "Polska utbildningsministeriets pris för bästa böcker och monografier" som utkom 2002 (Control in Power Electronics)
- Statoil-Prize 2003
- CY O'Connor Fellowship, 2002, Perth, Australien
- Enastående Young Power Electronics Engineer Award 1998 av IEEE Power Electronics Society
- AR Angelos Fellowship Award 1995 för bidrag i modulering och drivkrafter

## Roller
- Vice ordförande för den danska tekniska akademin, 2016-
- Ledamot av ERC Advanced Grant Panel (PE-7), 2008- (Vice ordförande 2015)
- Medlem av Scientific Advisory Board Eon Research Center, RWTH, Tyskland, 2008-
- Medlem av FWO Excellence Awards Committee i Belgien 2015
- Medlem av Villum Foundation Young Investigator Award Committee, DK, 2014–2016
- Ledamot av verkställande kommittén för Danmarks Tekniska Akademi, DK, 2016-
- Ledamot av prisutskottet för Elforsk-priset, Danish Energy, 2006–2007
- Ledamot av prisutskottet för Galathea Expedition, 2006 Ledamot av prisutskottet för Spar Nord-priset, 2005
- Ledamot av prisutskottet för Villum Kann Rasmussens pris, 2005–2006
- Ledamot i verkställande kommittén för PSO-bidrag, Elfor, 2004–2006
- Ledamot av kommittén för strategiskt program Odysseus, Belgien, 2007–2009
- Ledamot av IEEE William E Newell Power Electronics Award Committee, USA, 2014-,
- Granskare för forskningsråd i Tyskland, Norge, Israel, Italien, Hongkong, Finland, Belgien, USA, Chile, Portugal, Kanada, Storbritannien, Schweiz
- Vice president i IEEE Power Electronics Society, 2015-
- Distinguished lektor för IEEE Industry Applications Society, 2010–2011
- Distinguished lektor för IEEE Power Electronics Society, 2005–2007
- Chefredaktör för IEEE Trans. om Power Electronics, 2006–2012
- Biträdande redaktör för IEEE Trans. om Power Electronics, 2002–2005
- Ledamot av redaktionen för IEEE Trans. om branschapplikationer, 2002–2004
- Medlem i ett antal redaktioner för olika tidskrifter